# نهر كوروا (رافد لنهر إريري)
نهر كوروا وهو أحد روافد نهر إريري في ولاية بارا شمال وسط البرازيل.
يتدفق النهر عبر مناطق الغابات الرطبة تاباجوس-شنجو. يرتفع النهر في محمية ناسينتس دا سيرا دو كاشيمبو البيولوجية، وهي محمية خاصة تم تأسيسها في عام 2005. يعتبر النهر أحد منابع نهر شينغو.
ينقسم الجزء العلوي والجزء السفلي من نهر كوروا بواسطة شلالين، لا يفصل بينهما سوى 50 مترًا (160 قدمًا). يبلغ ارتفاع الشلال الأول 60 مترًا (200 قدمًا) والثاني يبلغ ارتفاعه 40 مترًا (130 قدمًا). نتيجة لذلك ، فإن الحيوانات الموجودة في الجزء العلوي ، فوق الشلالات على هضبة سيرا دو كاتشيمبو، متميزة للغاية وتشمل العديد من الأسماك المتوطنة، وأنواع من أسماك المياه العذبة، وغيرها. هذه الأنواع محمية إلى حد ما من قبل المحمية، ولكن فقدان الموائل مستمر، والبناء المقترح للسدود ، والذي من شأنه أن يزيل الشلالات التي تعزل الأنواع المتوطنة عن الأنواع الأكثر انتشارًا في الجزء السفلي ، من المحتمل أن يمثل تهديدًا خطيرًا.